# La Luz de Juárez
La Luz de Juárez es una localidad del estado mexicano de Guerrero. Es parte del municipio de Tlalixtaquilla de Maldonado.

## Toponimia
El nombre «Juárez» rinde homenaje a Benito Juárez, presidente de México durante la Guerra de Reforma.

## Demografía
| Gráfica de evolución demográfica |
|                                  |

| Censo | Población |
| ----- | --------- |
| 1950  | 1 093     |
| 1960  | 1 505     |
| 1970  | 1 524     |
| 1980  | 1 257     |
| 1990  | 1 613     |
| 2000  | 1 380     |
| 2010  | 1 255     |
| 2020  | 1 423     |